# Валерий (консул 521 г.)
Вижте пояснителната страница за други личности с името Валерий.
Йобий Филип Имелхон Валерий (на латински: Iobius Philippus Ymelcho Valerius) e политик на Византийската империя през началото на 6 век.
През 521 г. Валерий е консул заедно с бъдещия император Флавий Юстиниан.